# For Such Is the Kingdom of Heaven
For Such Is the Kingdom of Heaven è un cortometraggio muto del 1913 diretto da Warwick Buckland. È conosciuto anche con il titolo alternativo The Christmas Strike.

## Trama
Il padrone di un'acciaieria blocca gli scioperanti che vogliono distruggere la fabbrica.

## Produzione
Il film fu prodotto dalla Hepworth.

## Distribuzione
Distribuito dalla Hepworth, il film - un cortometraggio di 396 metri - uscì nelle sale cinematografiche britanniche nel novembre 1913.
Si conoscono pochi dati del film che, prodotto dalla Hepworth, fu distrutto nel 1924 dallo stesso produttore, Cecil M. Hepworth. Fallito, in gravissime difficoltà finanziarie, il produttore pensò in questo modo di poter almeno recuperare il nitrato d'argento della pellicola.